# Klasztor Seeon
Klasztor Seeon – barokowy klasztor benedyktynów, znajdujący się w Seeon-Seebruck.

## Źródła
- Meinrad Schroll (Red.): 1000 Jahre Seeon. Sewa – Seeon, 994–1994. Ein Heimatbuch. Beiträge zur Kloster-, Pfarr- und Ortsgeschichte. Herausgegeben vom Festausschuß Seeon. mediform-Verlag, Seebruck 1994, ISBN 3-9803622-1-3.